# Friedel Morgenstern
Marie-Christin Morgenstern, detta Friedel (Potsdam, 16 agosto 1993), è una doppiatrice e attrice tedesca.

## Biografia
Ha iniziato a lavorare come doppiatrice già a nove anni.
È nota per aver prestato la propria voce alle attrici AnnaSophia Robb e Abigail Breslin. 
Nel 2007, all'età di 13 anni, ha ricevuto il Premio tedesco per il doppiaggio come giovane talento eccezionale.
È sorella minore della conduttrice radiofonica e doppiatrice Lydia Morgenstern.

## Doppiaggio
- Abigail Breslin in Little Miss Sunshine, Sapori e dissapori, Certamente, forse, Alla ricerca dell'isola di Nim, Benvenuti a Zombieland, La custode di mia sorella,  Ender's Game, Sorelle assassine, Contagious - Epidemia mortale, Zombieland - Doppio colpo, La ragazza di Stillwater
- AnnaSophia Robb in La fabbrica di cioccolato, Il mio amico a quattro zampe, Corsa a Witch Mountain, Soul Surfer, C'era una volta un'estate, Lansky
- Perla Haney-Jardine in Kill Bill: Volume 2
- Liana Liberato in Trust
- Jessica Barden in Hanna
- Katherine McNamara in Maze Runner - La fuga
- Olivia Rose Keegan in Sam & Cat
- Elle Fanning in Super 8
- Ella Purnell in Kick-Ass 2
- Anthony Lexa in Sex Education
- Raini Rodriguez in Il superpoliziotto del supermercato 2
- Mia Goth in Emma., MaXXXine
- Blu Hunt in The New Mutants
- Olivia DeJonge in Elvis
- Sophia Lillis in Dungeons & Dragons - L'onore dei ladri
- Cailee Spaeny in Priscilla
- Kathryn Newton in Ant-Man and the Wasp: Quantumania
- Julia Garner in I Fantastici Quattro - Gli inizi

### Film d'animazione
- Margo in Cattivissimo me, Cattivissimo me 2, Cattivissimo me 3
- Priscilla in Rango
- Zoey in KPop Demon Hunters